# Ameriflight
Ameriflight es una aerolínea de carga situada en Burbank, Estados Unidos. Esta compañía opera vuelos de transporte de mercancías entre diversas ciudades situadas en Estados Unidos, Canadá, México y el Caribe. La mayoría de servicios de esta aerolínea se realizan para otras empresas de transporte, como UPS, FedEx, y DHL. Su base principal es el Aeropuerto Bob Hope.

## Flota

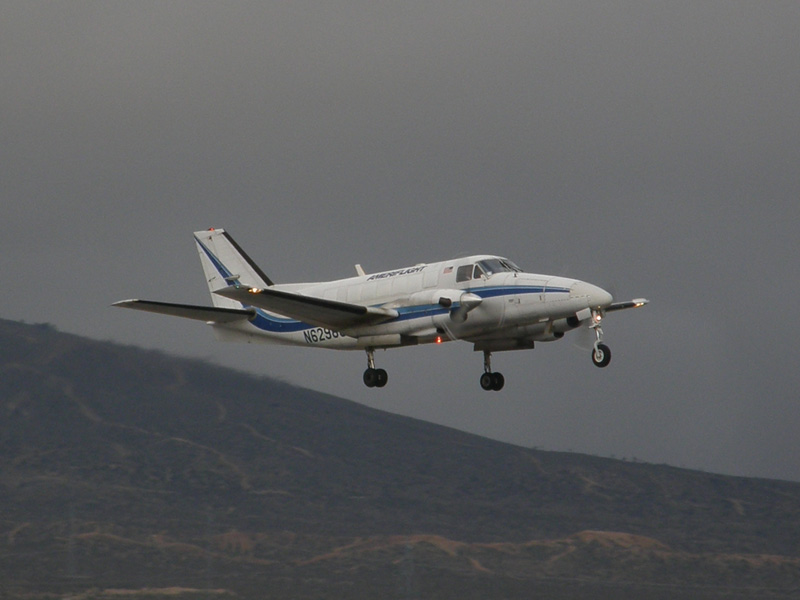
Raytheon Beech C99, despegando del Aeropuerto de Mojave.

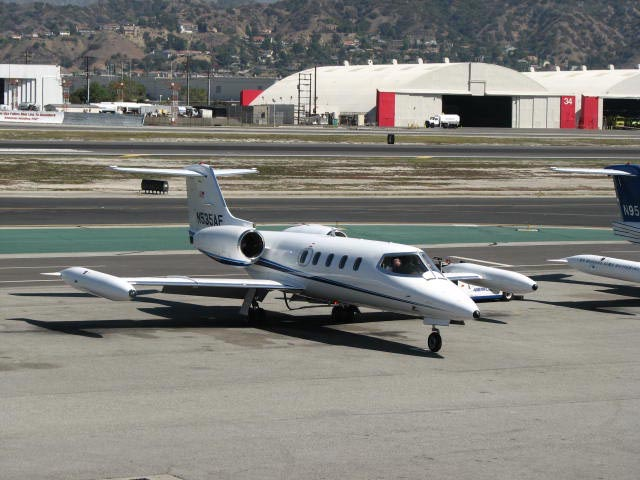
Bombardier Learjet 35A, en la plataforma del Aeropuerto Bob Hope.

La flota de Ameriflight se compone de las siguientes aeronaves, con una edad media de 27.2 años (a febrero de 2020):
| Avión                           | En Servicio | Órdenes | Pasajeros | Pasajeros | Pasajeros | Matrícula |
| Avión                           | En Servicio | Órdenes | Y+        | Y         | Total     | Matrícula |
| ------------------------------- | ----------- | ------- | --------- | --------- | --------- | --- |
| Embraer EMB 120ER Brasilia      | 10          | 0       |           |           |           | N257AS, N258AS, N179CA, N189CA, N201YW, N566SW, N578SW, N567SW, N246AS, N266AS                                                                                       |
| Beech 1900C                     | 13          |         |           |           |           | N3071A, N7200Z, N31701, N112YV, N7203C, N347AF, N346AF, N3229A, N575G, N62RZ, N49UC, N2049K, N19RZ                                                                   |
| Beechcraft Modelo 99 Airliner   | 21          |         |           |           |           | N130GP, N221BH, N8227P, N62989, N191AV, N6724D, N62989, N68TA, N225BH, N230BH, N388AV, N990AF, N802BA, N104BE, N992AF, N81820, N55RP, N227AV, N102GP, N226BH, N204AF |
| Fairchild Swearingen Metroliner | 14          |         |           |           |           | N573G, N801AF, N362AE, N243DH, N245DH, N529FA, N672AV, N544UP, N248DH, N244DH, N422MA, N354AE, N249DH, N242DH                                                        |
| Total                           | 58          |         |           |           |           | |

Anteriormente, Ameriflight ha operado las siguientes aeronaves:
- Cessna 402
- Piper Lance
- Piper Cherokee Six
- Piper Arrow
- Piper Aztec
- Piper Cheyenne
- Cessna Caravan
- DeHavilland Twin Otter
- Dassault Falcon 20
- Mitsubishi MU-2